# Radiohead
Radiohead este o formație rock engleză din Oxfordshire, Marea Britanie. Încadrată uneori în genul rockului alternativ, trupa a fost influențată de o varietate de genuri muzicale.

Radiohead a fost lăudată ca fiind una din cele mai creative trupe ale erei sale, fiind cunoscută pentru cântecele sale complexe și evoluția artistică de la un album la altul.

Unii consideră că membrii trupei și-au menținut independența muzicală și politică

în ciuda contractului cu EMI, o casă de discuri majoră. Totuși, momentan trupa lucrează fără un contract de înregistrări, mergând în turnee, unde prezintă cântece noi.
Formată de câțiva colegi de școală în 1986, Radiohead a lansat primul single abia în 1992. Melodia Creep, de pe albumul lor de debut, Pablo Honey (1993), a devenit un hit internațional, fiind lansat la apogeul popularității genului grunge. Trupa a fost inițial etichetată drept un „one-hit wonder” (un artist efemer, care câștigă popularitate printr-un singur cântec) la nivel internațional, dar au avut priză la publicul britanic mulțumită celui de-al doilea album, The Bends (1995), cucerind publicul prin atmosfera densă de chitară a cântecelor și interpretarea expresivă a vocalistului Thom Yorke.
Al treilea album al trupei, OK Computer (1997), i-a adus în atenția lumii; apreciat atât pentru sunetul expansiv și pentru tema alienării moderne, a fost lăudat de critici ca un o piatră de hotar a muzicii anilor 1990. Prin Kid A (2000) și Amnesiac (2001), Radiohead au ajuns la apogeul popularității mondiale chiar pe măsură ce muzică lor devenea din ce în ce mai puțin convențională. Idolilor timpurii ai stilului formației și membrilor acesteia, artiștilor muzicali, precum R.E.M., Pixies, The Smiths, Magazine, Joy Division, și Siouxsie and the Banshees, li s-au alăturat în deceniul următor influențe mai variate, precum Charles Mingus, Can, Autechre și Olivier Messiaen. Trupa a fost inspirată de jazzul experimental, muzica clasică a secolului XX și mai ales de muzica electronică, precum muzicienii formațiilor Dub, Detroit Techno și cei de la Warp Records), 
),
deși au continuat să se inspire din muzica creată de the Beatles și Neil Young pentru ultimul lor album, Hail to the Thief (2003).
Deși cele mai recente albume ale formației i-au polarizat pe ascultători, 

și nu au reușit să lanseze hituri mari, Radiohead este văzută în continuare ca făcând parte din primul eșalon al industriei muzicale, 

adunând mulțimi mari la concerte, influențând artiști din multe genuri și bucurându-se de un succes comercial surprinzător pentru o trupă de „outsideri”, așa cum au fost, uneori, caracterizați.

## Componență
- Thom Yorke
- Jonny Greenwood
- Colin Greenwood
- Ed O'Brien
- Phil Selway

## Discografie
- Pablo Honey (1993)
- The Bends (1995)
- OK Computer (1997)
- Kid A (2000)
- Amnesiac (2001)
- Hail to the Thief (2003)
- In Rainbows (2007)
- en  The King of Limbs (2011)
- en  A Moon Shaped Pool (2016)
- OK Computer OKNOTOK 1997 2017 (2017)